# Bolígrafo

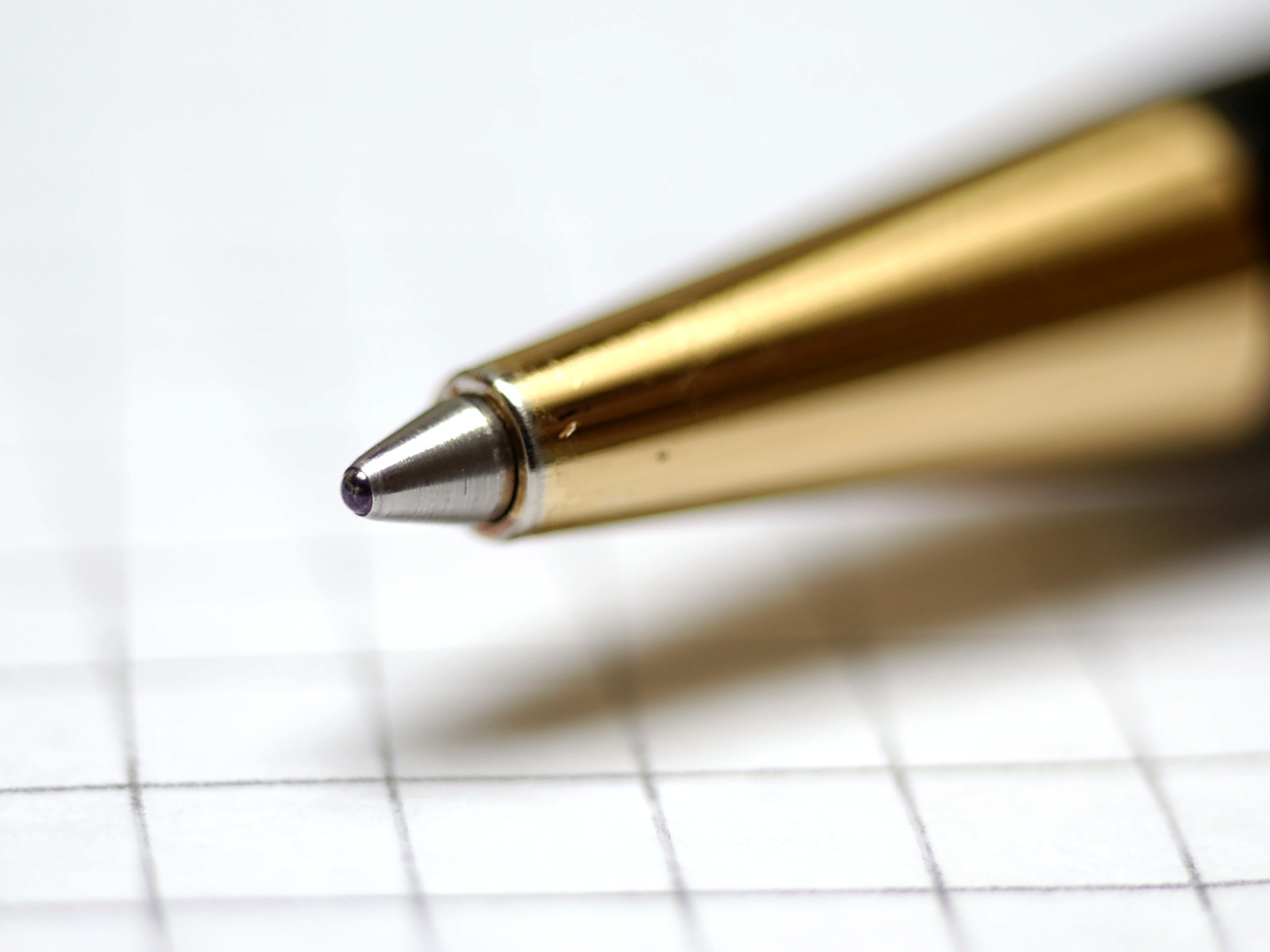
Una bolilla se carga con tinta a la vez que deja su trazo al escribir.

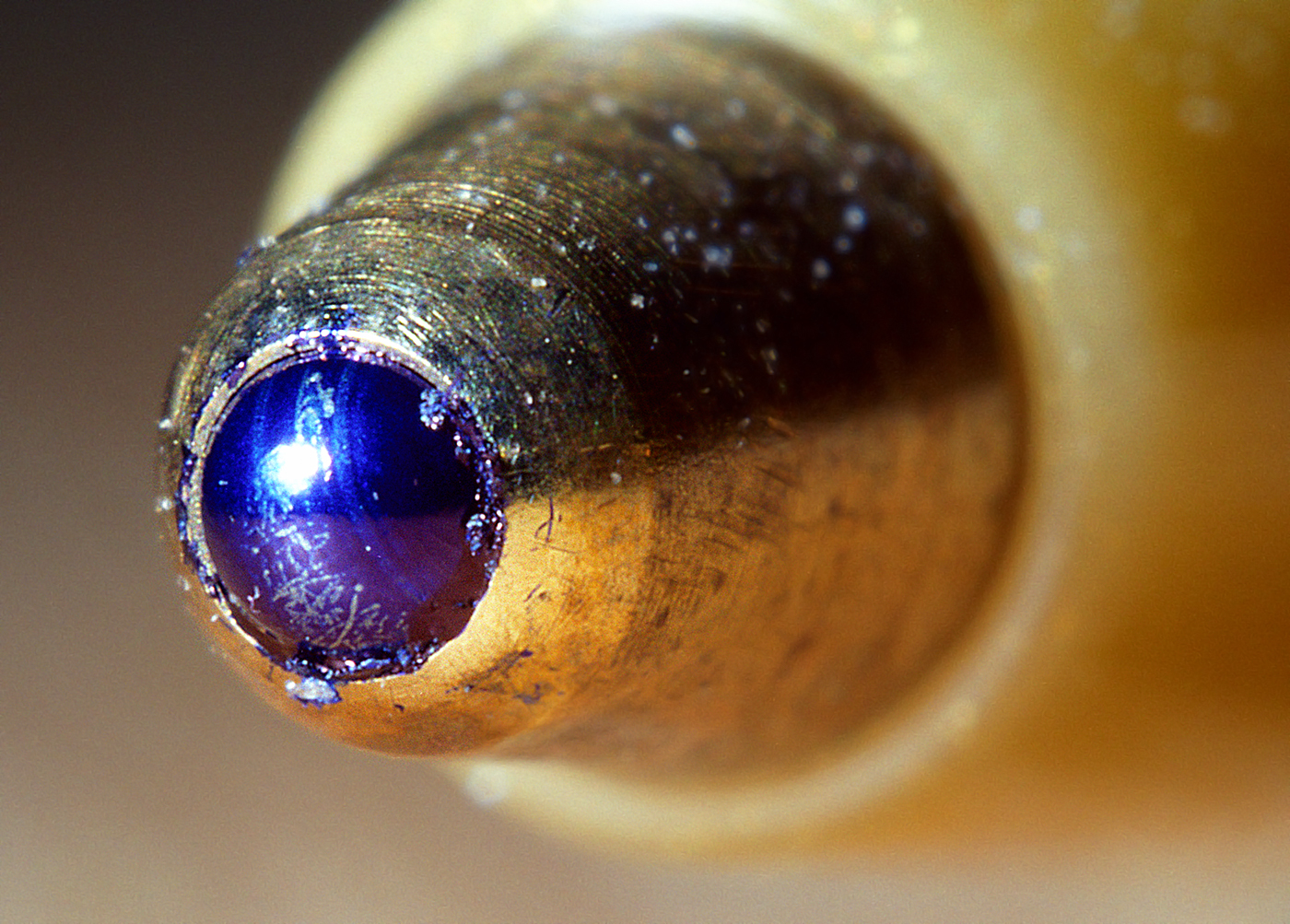
Detalle de la bola de la punta de un bolígrafo

Un bolígrafo (boli), esferográfica (esfero), birome, lapicero, lapicerito, lapicera,lápiz pasta, lápiz tinta o pluma atómica es un instrumento de escritura consistente en una punta de carga, que contiene una esfera, generalmente de acero o wolframio, que en contacto con el papel, va dosificando la tinta que tiene en el cartucho a medida que se la hace rodar, del mismo modo que un desodorante de bola. El bolígrafo puede ser de punto fino, mediano o diamante.
El bolígrafo, lapicero o pluma es básicamente un tubo de plástico, metal o aleaciones de distintos plásticos o metales que contiene la tinta y que tiene, en un extremo, la punta de escritura, que engarza una pequeña esfera o bola, de la que toma el nombre, y que sirve para regular la salida de tinta al papel de forma fluida y constante. Este tubo o «carga» (de tinta) se encuentra en el interior de un armazón que permite asirlo con comodidad. Dicho armazón puede ser de dos partes (base y tapón) o de una sola, con diversos mecanismos que sacan o retraen la punta de la carga para protegerla de golpes y evitar que manche cuando se lleva en el bolsillo. Su producción a gran escala ha hecho que el costo sea muy bajo y lo ha convertido en el instrumento universal de escritura manual.
Durante las décadas de 1910 y 1920 se patentaron y fabricaron bolígrafos en Europa, pero la producción masiva no comenzó hasta 1935, que fue donde comenzaron a venderse en ese mismo continente por primera vez.

## Nombre
En Argentina, Paraguay y Uruguay es conocido, además de como «lapicero», «lapicera» y «bolígrafo», por «birome», que es el nombre comercial con el que se había creado en Argentina en 1943. De modo similar en muchos países europeos, así como en Australia y Nueva Zelanda, los bolígrafos son conocidos como «biros». En Panamá, en Venezuela y en Puerto Rico se conoce como «bolígrafo» o «pluma».[cita requerida] En distintos países como México y Chile, el término «bolígrafo» es coloquialmente intercambiable, pues se lo conoce informalmente también como «pluma»,[cita requerida] «lápiz pasta» y «lapicero» (lápiz pasta en Chile), respectivamente. En Honduras se lo conoce por bolígrafo y se lo llama popularmente como «lápiz tinta».[cita requerida] En Cuba se lo conoce formalmente como «bolígrafo», pero también se los conoce como «lapicero», principalmente en la región central y oriental,  como «pluma»[cita requerida] en La Habana y en el resto de la región occidental de la isla. En República Dominicana y Perú también se conoce como «lapicero». En la Región Costa de Ecuador se llama «pluma»,[cita requerida]. En Bogotá, Colombia, es también conocido como «esfero». En algunas regiones colombianas como en la Caribe recibe igualmente el nombre de plumero o el ya mencionado lapicero pluma. En Bolivia es conocido como «lapicero», «bolígrafo» o «puntabola»[cita requerida]. En España se emplea «bolígrafo», acortado a «boli». En Portugal y Brasil también es conocido como «caneta esferográfica» o «caneta».[cita requerida] En El Salvador es conocido como bolígrafo.

## Partes del bolígrafo
Elementos comunes en todos los bolígrafos:
- Caña: cuerpo del bolígrafo.
- Carga: contenedor de la tinta.
- Bolilla: Esta gira, se carga con la tinta, y deja el trazo sobre el papel.
- Tinta: Espesa, no soluble en el agua. Resiste mucho tiempo en los tanques sin secarse, aunque se seca instantáneamente al escribir.

Elementos habituales en los bolígrafos:
- Pulsador: mecanismo más común de apertura (existen otros mecanismos de apertura, como el de giro).
- Clip: mecanismo de sujeción en el bolsillo (existen otros mecanismos de fijación, como el de mosquetón).
- Puntero: parte inferior de la caña.
- Tapa o capuchón: parte que se coloca sobre la punta del bolígrafo para protegerla y evitar que se seque la tinta.

Complementos o elementos opcionales:

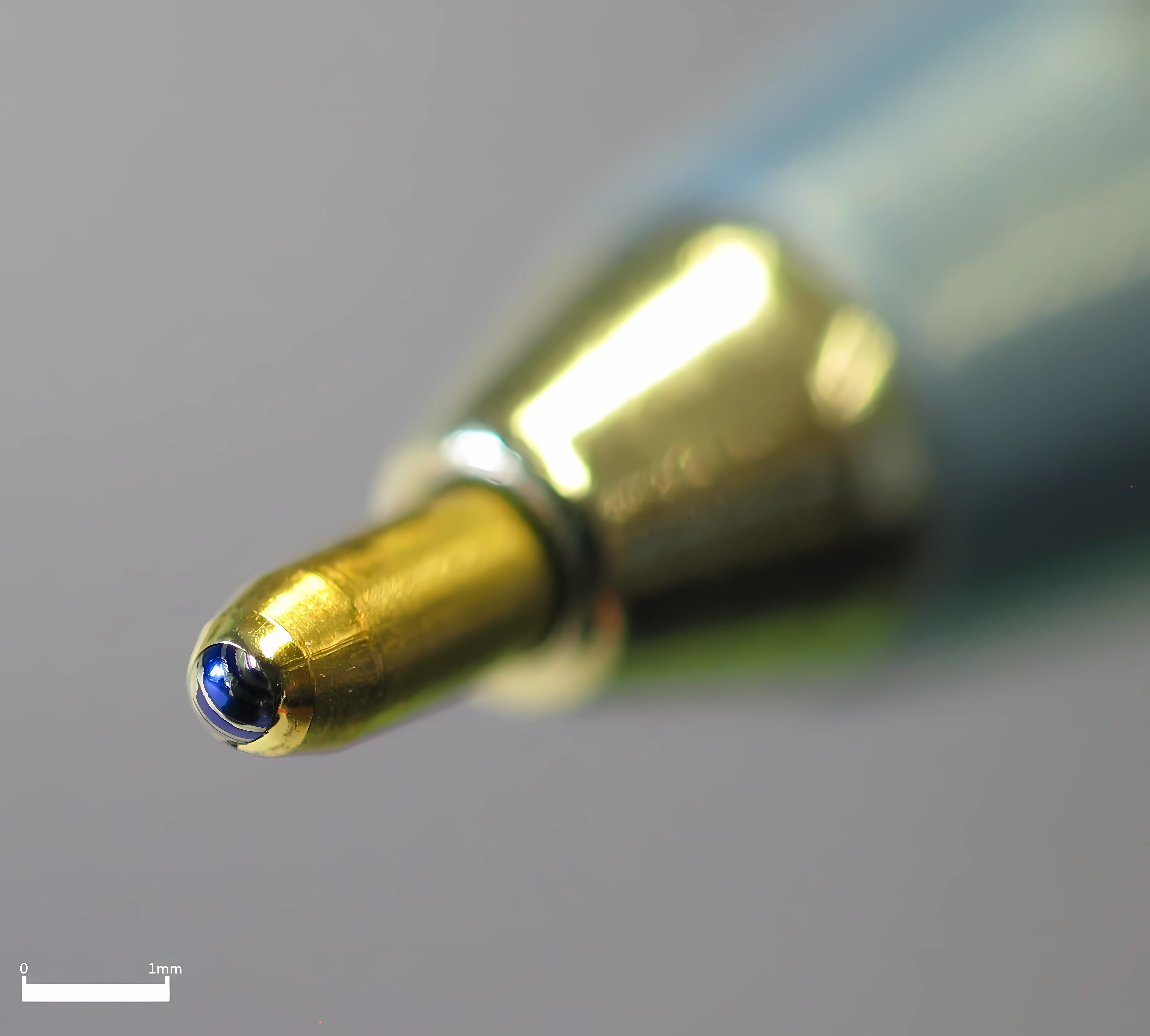
Punta de un bolígrafo; la escala blanca indica 1 mm.

- Manguito antideslizante.
- Marca inscrita en la caña.

## Historia

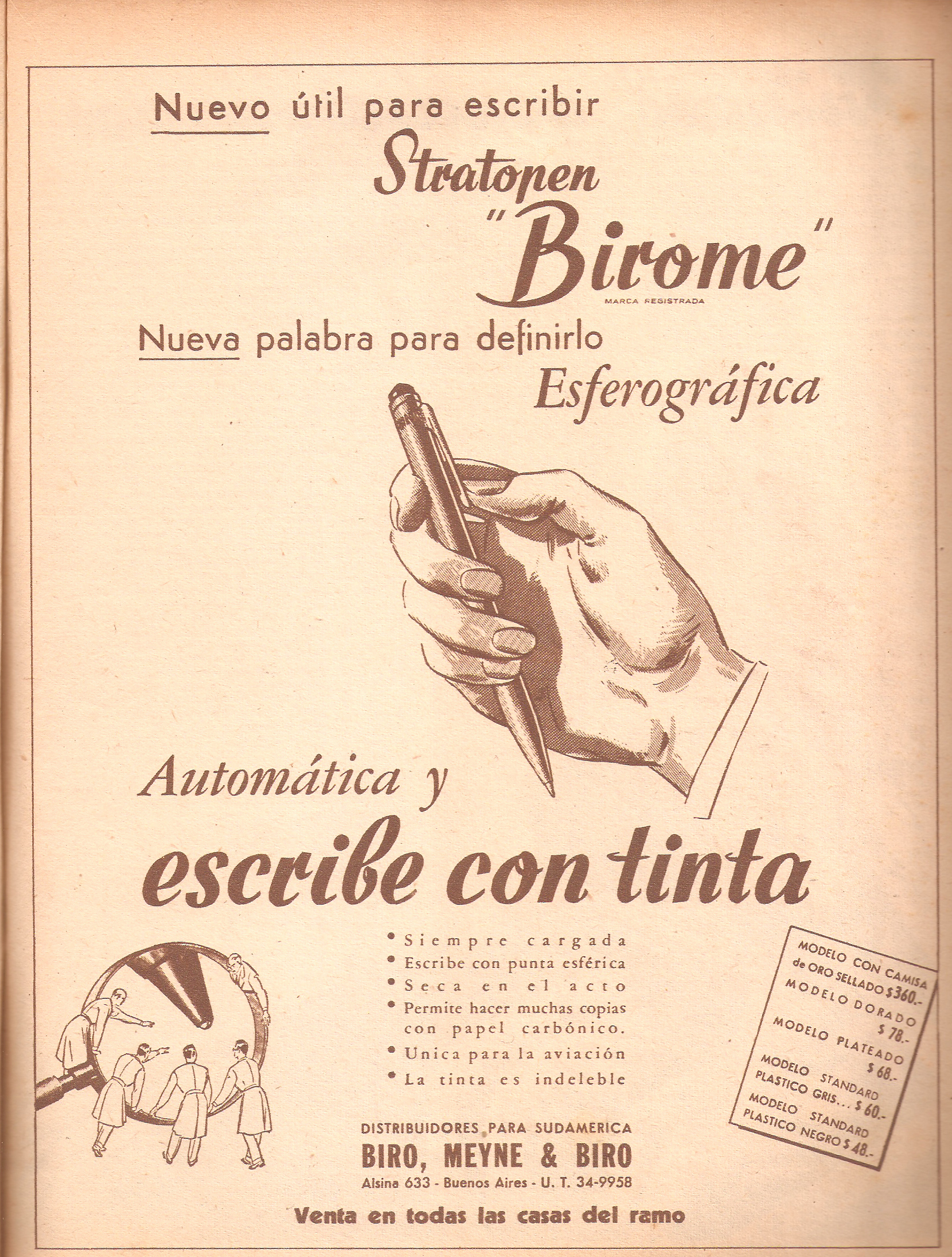
Publicidad en una revista argentina de 1945, promocionando la primera birome.

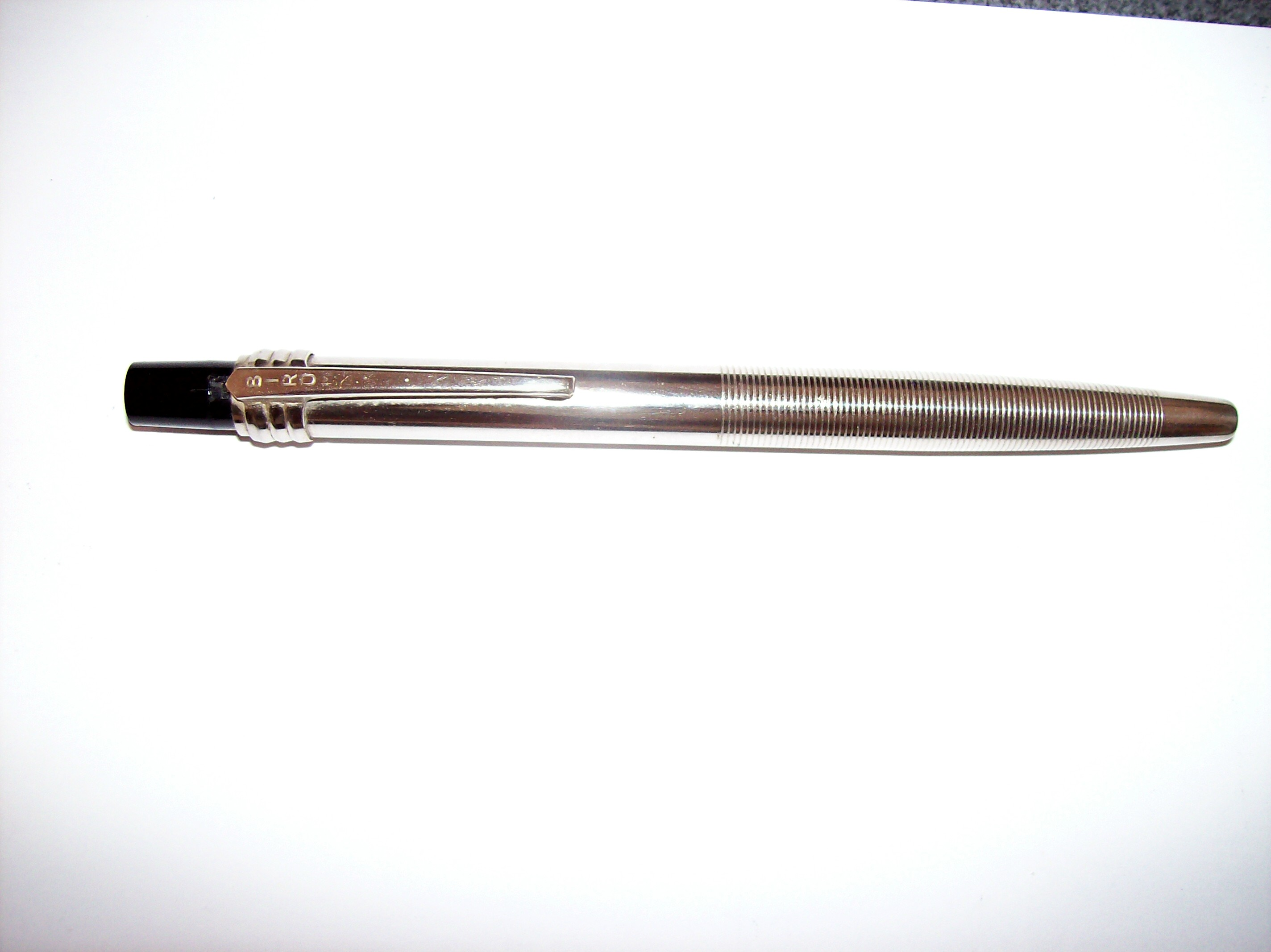
Así eran los primeros bolígrafos marca Birome fabricadas por los hermanos Biro y Meyne.

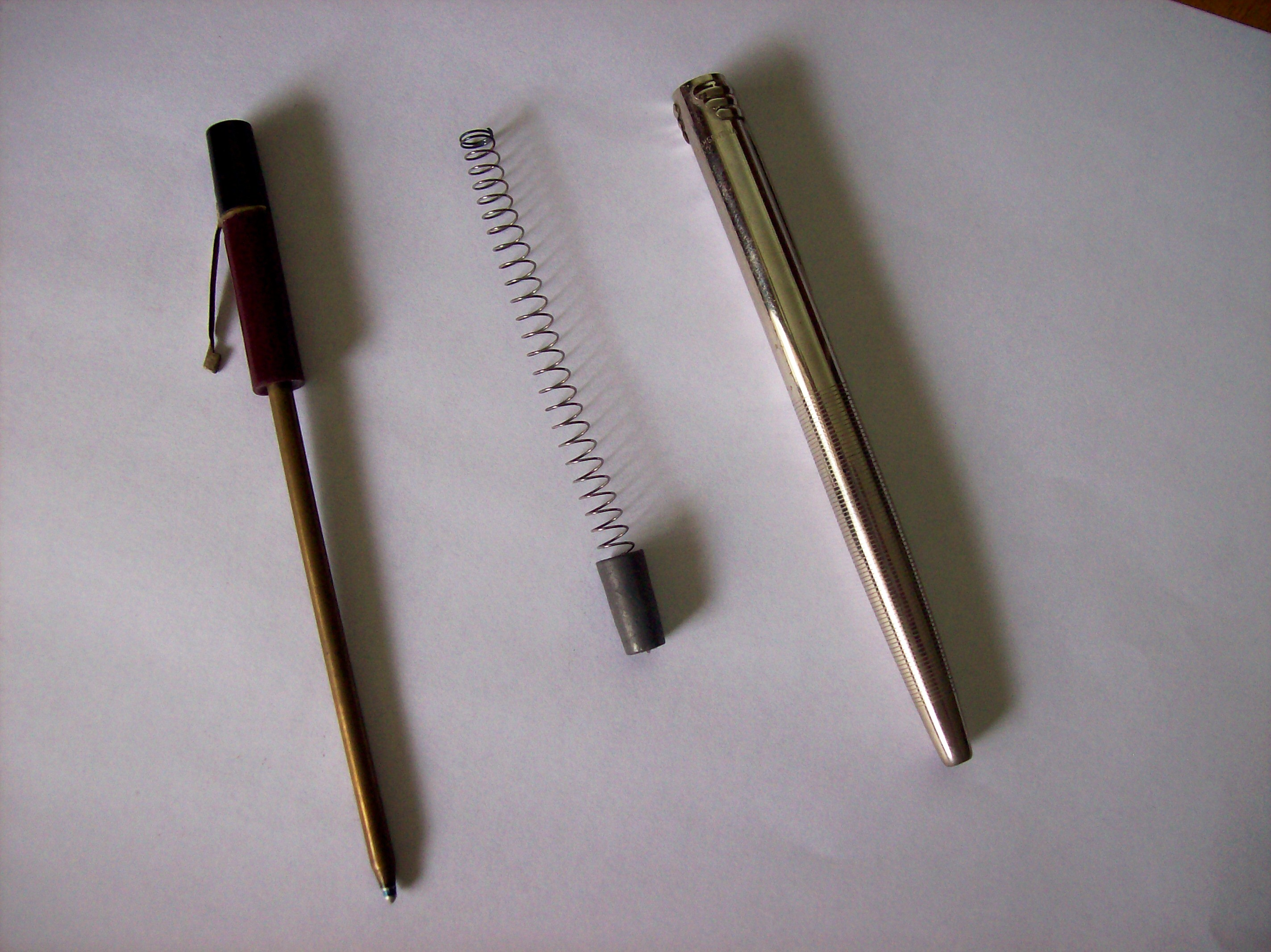
Las piezas de un auténtico bolígrafo marca Birome.

El primer bolígrafo de la historia fue patentado en Estados Unidos en 1888 por el inventor estadounidense John J. Loud. No obstante, su invento no llegó a comercializarse y su patente caducó. Su bolígrafo tenía una reserva de tinta que caía sobre una diminuta bola de acero que permitía que la tinta pasara sin que la bola se cayera de su compartimento.
Durante las décadas de 1910 y 1920 se patentaron y fabricaron bolígrafos en Europa, pero la producción masiva no comenzó hasta 1935, que fue donde comenzaron a venderse en ese mismo continente por primera vez.
Tiempo después, molestos por los trastornos que les ocasionaban sus plumas fuente cuando estas se les atascaban en medio de un reportaje, el húngaro naturalizado argentino Ladislao Biro y su hermano George, quien era químico, lograron una tinta que era muy útil para la escritura a mano, pero que tenía el inconveniente de que no podía utilizarse con la pluma, pues se trababa al escribir. Pero Ladislao ideó cómo resolver este último inconveniente observando a unos niños mientras jugaban en la calle con bolitas que al atravesar un charco salían trazando una línea de agua en el suelo seco: se dio cuenta de que en vez de utilizar una pluma metálica en la punta, debía utilizar una esfera metálica. La dificultad de trasladar ese mecanismo a un instrumento de escritura residía en la imposibilidad de desarrollar esferas de un tamaño suficientemente pequeño. Ladislao Biro patentó un prototipo en Hungría y Francia en 1938, pero no lo llegó a comercializar. Ese mismo año, Agustín Pedro Justo, quien pocos meses antes había dejado de ser presidente de la Nación Argentina, le invitó a radicarse en su país cuando de casualidad lo conoció en momentos en que Biro estaba en Yugoslavia haciendo notas para un periódico húngaro. Agustín Justo lo vio escribiendo con un prototipo del bolígrafo y maravillado por esa forma de escribir se puso a charlar con él. Biro le habló de la dificultad para conseguir una visa y Justo, que no le había dicho quién era, le dio una tarjeta con su nombre.
Biro no se decidió en ese momento a viajar a Argentina, pero en mayo de 1940, al comenzar la Segunda Guerra Mundial, él y su hermano emigraron a ese país junto con Juan Jorge Meyne, su socio y amigo, que le ayudó a escapar de la persecución nazi por su origen judío. Tiempo después su esposa Elsa y su hija Mariana desembarcarían también en Buenos Aires. En ese mismo año formaron la compañía Biro Meyne Biro y en una cochera con cuarenta operarios y un bajo presupuesto mejoró su invento, registrando el 10 de junio de 1943 una nueva patente en Buenos Aires. Lanzaron el nuevo producto al mercado bajo el nombre comercial de Birome (acrónimo formado por las sílabas iniciales de Biro y Meyne). Al principio los libreros consideraron que esos «lapicitos a tinta» eran demasiado baratos como para venderlos como herramienta de trabajo y los vendían como juguetes para niños. Al respecto, en su última entrevista antes de fallecer, Biro afirmó: «Mi "juguete" dejó treinta y seis millones de dólares en el tesoro argentino, dinero que el país ganó vendiendo productos no de la tierra sino del cerebro».
Cuando comenzó a promocionarse se la llamaba «pluma esferográfica» y se hacía hincapié en que siempre estaba cargada, se secaba en el acto, permitía hacer copias con papel carbón, era única para la aviación y su tinta era indeleble.
En 1943 licenció su invento en la entonces extraordinaria suma de 2.000.000 de dólares a la empresa de instrumentos de escritura Eversharp, de los Estados Unidos, que fue adquirida a su vez por la empresa Parker Pen Company, que instaló su planta de la Argentina y sus oficinas comerciales en las que ocupaba Birome, y en 1951 a Marcel Bich, de Francia. Este último desarrolló, bajo la marca Bic, un bolígrafo de bajo coste que contribuyó enormemente a la popularización del invento.
En 1945, la Fuerza Aérea de los Estados Unidos hizo un pedido de 20 000 unidades. Biro no había patentado su invento en Estados Unidos, lo que provocó fuerte competencia. En el mismo año Milton Reynolds desarrolló su propio modelo, y Franz Seech inventó la tinta que seca en contacto con el aire, conocida comercialmente como Paper Mate.
La sociedad formada por Biro y sus socios quebró, aquejada de falta de financiación y por nuevos inventos que no tuvieron éxito comercial. Un antiguo proveedor, Francisco Barcelloni, independientemente de los desarrollos de Bich, intentó entusiasmar a Biro para fabricar un bolígrafo de bajo coste. No logró convencerle y se instaló por su cuenta; mejoró el flujo de tinta y ensayó una bolilla de triple dureza. Posteriormente, Barcelloni contrató a Biro para la dirección de la nueva fábrica, cuyo nombre comercial era Sylvapen.
Entre otros inventos Biro, diseñó un perfumero usando el mismo principio que el bolígrafo. Más tarde, con el mismo principio se creó el desodorante de bolilla, conocido en inglés como roll-on.

## Clasificación
Los bolígrafos se pueden clasificar en distintas categorías:
- Punta: Fina o mediana, es decir, el grosor de la escritura.
- Vida útil: desechable o recargable.
- Mecanismo de apertura: tapa, pulsador o giro.
- Material del que están hechos: plástico, metal o bioplástico.

Los bolígrafos presurizados son aquellos en los que el cartucho que guarda la tinta está sellado y, a su vez, la tinta está bajo presión. Gracias a esa presión la tinta sale aún en ausencia de gravedad. Por esta razón es utilizado por los astronautas.

## Arte con bolígrafos

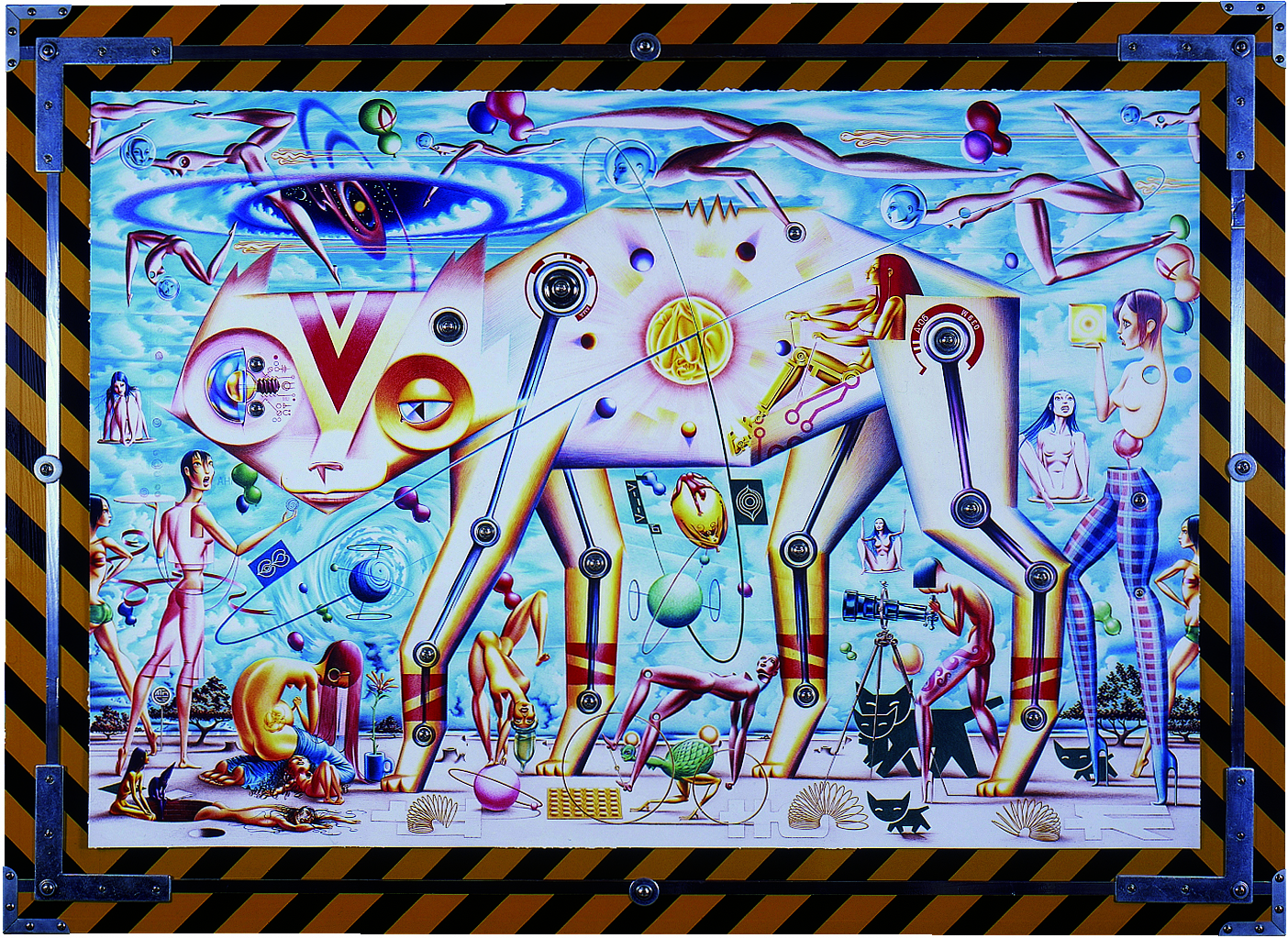
Arte con bolígrafo de Lennie Mace, Uchuu Neko Parade (Desfile del Gato Extranjero) 2005, Tokio; bolígrafo y bricolaje en el papel, 130 × 92 cm.

Desde el momento de su invención, el bolígrafo se ha convertido en un medio de arte versátil para los artistas profesionales, así como para los doodlers aficionados por ser baratos y ampliamente disponibles, y portátiles. Por lo tanto, esta herramienta común de la escritura es también una fuente del arte alternativo. Se pueden utilizar las técnicas de lápiz y tinta tradicionales como «punteado» y «esgrafiado» para crear medios tonos o la ilusión de la forma y el volumen. La disponibilidad del color de la tinta, y la sensibilidad a la luz, son algunas de las preocupaciones de los artistas del bolígrafo. Los errores son un riesgo mayor para ellos. Si se dibuja una línea, por lo general no puede ser borrada. Además, el "blobbing" de la tinta sobre la superficie de dibujo, y los “saltos” de flujo de tinta, requieren una consideración cuando se utilizan los bolígrafos para propósitos artísticos.
Famosos artistas del siglo XX, tales como Andy Warhol, entre otros, han utilizado los bolígrafos en algún momento durante sus carreras. El artista coreano Il Lee ha estado creando grandes y abstractas obras de arte solo con el uso del bolígrafo desde principios de la década de 1980. Su obra ha sido expuesta en Seúl (Corea del Sur) y América.
Desde mediados de la década de 1980, Lennie Mace ha creado imaginativas obras de arte utilizando solo el bolígrafo, de diversos contenidos y complejidad, aplicándolos a superficies no convencionales, como la madera y la mezclilla. Lennie Mace acuñó términos como PENtings y Media Graffiti para describir su variada producción.
Mace es el artista más prolífico en su uso del bolígrafo. Su obra se exhibe a nivel nacional en Estados Unidos, y regularmente en Japón. Sus ilustraciones a bolígrafo también han aparecido en publicaciones internacionales como The New York Times.
Las obras con bolígrafo sigue atrayendo el interés en el siglo XXI. Los artistas contemporáneos reciben reconocimiento por su uso específico de los bolígrafos, por su capacidad técnica, la imaginación y la innovación. Más recientemente, el artista británico James Mylne ha estado creando arte fotorrealista usando en su mayoría bolígrafos negros, a veces con color mezclado-media mínima. Obras de arte de Mylne es popular en Londres e internacionalmente a través de Internet.
Ilustraciones del artista japonés Shohei también se han hecho populares en los Estados Unidos a través de Internet.
Artistas como Juan Francisco Casas y Samuel Silva atrajeron la atención del Internet “viral” con su propia obra de arte en bolígrafo.